# Centroctena
Centroctena là một chi bướm đêm thuộc họ Sphingidae.

## Các loài
- Centroctena imitans - (Butler 1882)
- Centroctena rutherfordi - (Druce 1882)